# Javier Báez
Ednel Javier Báez (Bayamon, 1 december 1992) is een Puerto Ricaans honkbalspeler voor de Detroit Tigers in de Major League Baseball. Hij speelt als binnenvelder. Báez won in 2016 de World Series met de Chicago Cubs. In datzelfde jaar won hij met de Cubs het kampioenschap in de National League. Hij werd dat jaar, samen met Jon Lester, verkozen tot mede-meest waardevolle speler van de National League.

## Professionele Carrière
Báez werd in de Major League Baseball-draft van 2011 in de eerste ronde als negende gekozen door de Chicago Cubs. Hij tekende een contract met een tekenbonus van $2.6 miljoen.

### Minor League(2011-2014)
Van 2011 tot zijn debuut in de MLB op 5 augustus 2014 speelde Báez voor verschillende filialen van de Cubs in de Minor League. Hij maakte zijn professionele debuut als korte stop voor de Arizona Cubs, die uitkomen in de Rookie-Level Arizona League. Voor het seizoen 2013 werd hij uitgenodigd voor spring training met de Chicago Cubs, maar vervolgde hij het seizoen bij de Daytona Cubs, die uitkomen in de Clas A-Advanced Florida State League (FSL).
In 2016 won Baéz met de Cubs de World Series, door de Cleveland Guardians (destijds nog Indians geheten) in zeven wedstrijden te verslaan.

### Chicago Cubs (2014-2021)
Báez maakte op 5 augustus 2014 zijn debuut voor de Chicago Cubs in de MLB. In zijn eerste wedstrijd sloeg hij een homerun in de twaalfde inning, waardoor de Cubs wonnen van de Colorado Rockies. Hij was de eerste speler sinds Miguel Cabrera die in extra innings een homerun sloeg in zijn debuutwedstrijd in de MLB.

### New York Mets (2021)
Op 30 juli 2021 werd Báez getransfereerd naar de New York Mets, samen met Trevor Williams, in ruil voor Pete Crow-Armstrong en een transferbedrag. Báez beleefde een moeilijk seizoen bij de Mets. Hij had het slechtste vier-wijd/strikeout ratio in heel de MLB, met 0,15.

### Detroit Tigers (2022-heden)
Op 1 december 2021 tekende Báez een zesjarig contract bij de Detroit Tigers, met een waarde van $140 miljoen.